# Pride (chanson)
Pour les articles homonymes, voir Pride (homonymie).
Singles de Scandal
Scandal Nanka Buttobase
(2010) Haruka
(2011)
Pride est le treizième single du groupe japonais Scandal sorti le 9 février 2011. La chanson a servi pour l'anime STAR DRIVER Kagayaki no Tact en tant que générique de fin.
Le single fait ses débuts dans les charts japonais à la 7e position s'écoulant à 16 579 exemplaires vendus. Au Japon, les ventes totalisent 25 531 exemplaires écoulés. Au Japan Hot 100, le single s'est classé à la 16e position. Le single s'est également classé numéro 1 au Billboard Hot Animation.

## Liste des titres
| No | Titre   | Paroles                       | Musique         | Durée |
| -- | ------- | ----------------------------- | --------------- | ----- |
| 1. | Pride   | Tomomi Ogawa, Hidenori Tanaka | Hidenori Tanaka | 4:31  |
| 2. | CUTE!   | Mami Sasazaki                 | Hidenori Tanaka | 4:31  |
| 3. | Emotion | Rina Suzuki                   | Rina Suzuki     | 3:41  |
| 4. | Pride   | (instrumental)                | Hidenori Tanaka | 4:31  |